# Лавеллівський телескоп
Лавеллівський телескоп (англ. Lovell Telescope, /ˈlʌvəl/) — радіотелескоп в обсерваторії Джодрелл-Бенк поруч з селом Густрі в графстві Чешир на північному заході Англії. На момент завершення будівництва в 1957 році телескоп діаметром 76,2 м був найбільшим параболічним повноповоротним радіотелескопом у світі. Зараз він третій за величиною після телескопа Грін-Банк у США та Еффельсберзького телескопа в Німеччині.
Спочатку він був відомий як 250-футовий телескоп або радіотелескоп в Джодрелл-Бенк, потім близько 1961 року його стали називати Марк І (тоді обговорювались майбутні телескопи Марк II, III і IV). Назву «Лавеллівський телескоп» він отримав 1987 року на честь Бернарда Лавелла. Телескоп є частиною радіоінтерферометра MERLIN і Європейської РНДБ-мережі.
Лавеллівський телескоп зробив ряд важливих відкриттів. Він відкрив першу гравітаційну лінзу й перші астрофізичні мазери, брав участь у відкритті мілісекундних пульсарів і виявленні першого кільця Ейнштейна. В перше десятиліття своєї роботи радіотелескоп також активно використовувався для відстеження космічних апаратів і забезпечення зв'язку з ними.
Бернард Лавелл і Чарльз Газбенд отримали лицарські звання за їх роль у створенні телескопа. Телескоп є пам'яткою архітектури І категорії (1988). Він переміг в онлайн-конкурсі BBC на головну «Неоспівану пам'ятку» Великої Британії (2006). Разом з усією обсерваторією внесений до Світової спадщини ЮНЕСКО (2019).

## Будівництво

### Концепція й конструкція Марка І
Бернард Лавелл побудував Транзитний телескоп у Джодрелл-Бенк наприкінці 1940-х років. Це був радіотелескоп діаметром 66 метрів, який був спрямований тільки вертикально вгору; наступним логічним кроком було побудувати телескоп, який міг спостерігати всі частині неба, щоб мати можливість досліджувати більше джерел та наводитись на кожне з них протягом тривалішого часу. Транзитний телескоп спроєктували й побудували астрономи, які його використовували, однак повноповоротний телескоп мали проєктувати й будувати професійні інженери. Отже, перше завдання полягало в тому, щоб знайти інженера, готового виконати цю роботу. Зрештою, за цю роботу взявся Чарльз Газбенд, з яким Лавелл вперше зустрівся 8 вересня 1949 року.

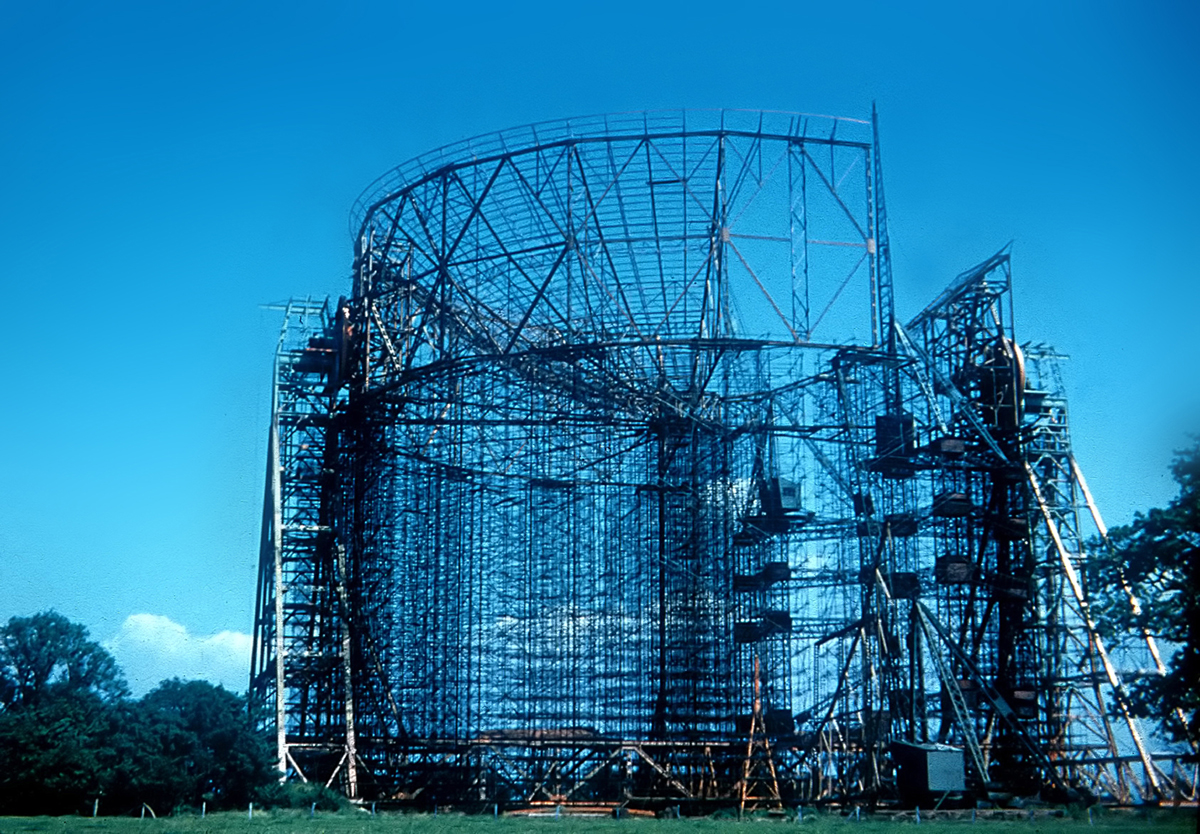
Марк 1 в стадії будівництва.
Власник фото: Джодрелл-Бенк.

Два підшипникові вузли з 15-дюймових (38-см) гармат були куплені задешево в 1950 році; вони походили з лінкорів Першої світової війни HMS Revenge і HMS Royal Sovereign (05), які в той час розбирали. Підшипники стали двома основними підшипниками для обертання телескопа по висоті, і пов'язані з ними частини телескопа проєктувались під них. Газбенд представив перші креслення запропонованого гігантського повноповоротного радіотелескопа в 1950 році. Після уточнення ці плани докладно викладено в «Синій книзі», яка була представлена Департаменту науково-промислових досліджень Великої Британії 20 березня 1951 року. Пропозицію було схвалено у березні 1952 року.
Будівництво почалося 3 вересня 1952 року. Фундамент телескопа був заглиблений в землю на 27 метрів, а його будівництво було завершено 21 травня 1953 року. Після цього до середини березня 1954 року будували подвійну залізничну колію, доки не досягли необхідної точності. Центральний шарнір був доставлений на місце 11 травня 1954 року, а останній візок — у середині квітня 1955 року.

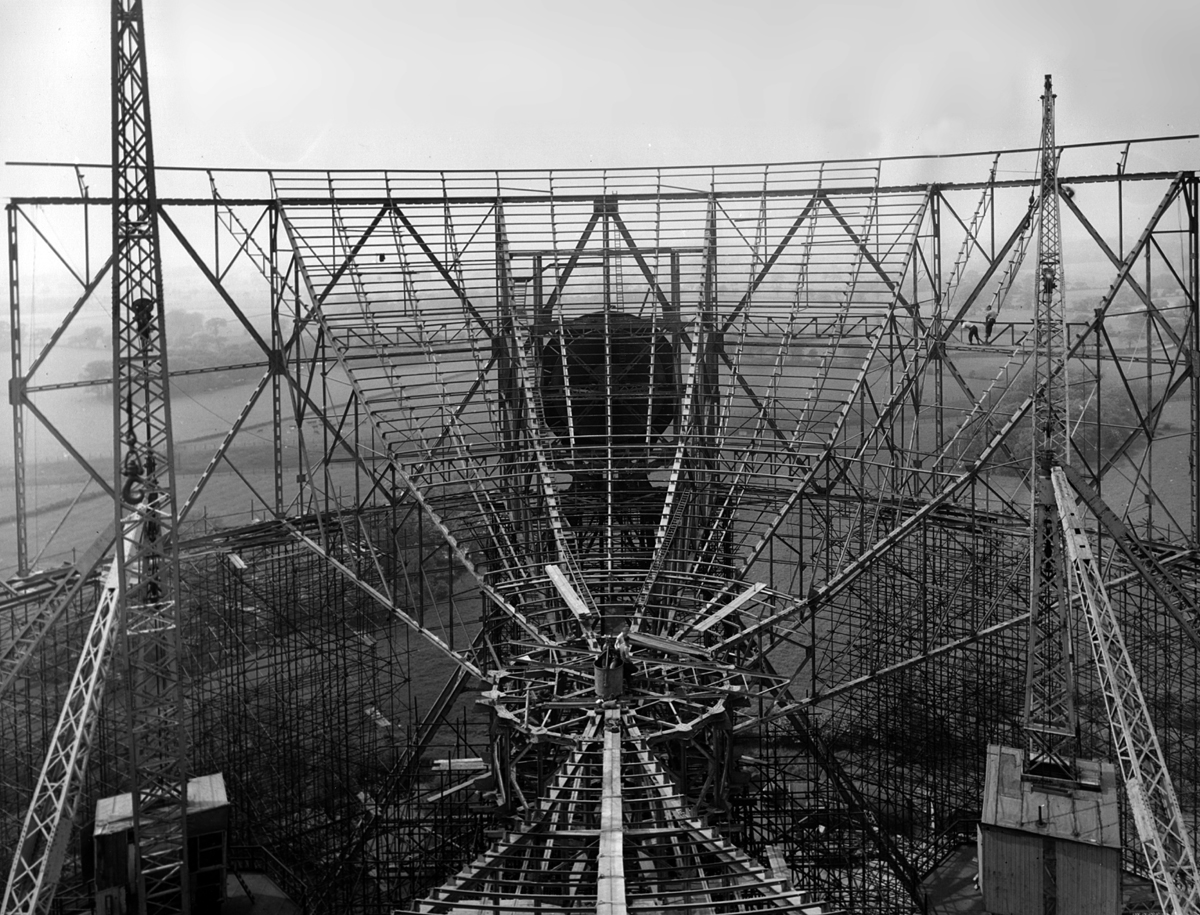
Марк 1 в стадії будівництва.
Власник фото: Джодрелл-Бенк.

Чаша телескопа спочатку повинна була мати сітчасту поверхню для спостереження на довжинах хвиль від 1 до 10 метрів (частоти від 30 до 300 МГц). Її замінили на сталеву поверхню, щоб телескоп міг спостерігати на лінії водню 21 см, яка був виявлена в 1951 році. Крім того, в лютому 1954 року Лавелл обговорив з представниками Міністерства авіації можливість залучення додаткових коштів для підвищення точності чаші радіотелескопа. Це дало б можливість застосовувати її на сантиметрових довжинах хвиль — для досліджень для цілей Міністерства, а також «інших цілей». Хоча фінансування від міністерства зрештою не вдалося отримати, процес планування просунувся достатньо далеко, і це підвищення точності все-таки запровадили.
Телескоп побудовано так, що чашу можна повністю перевернути. Спочатку передбачалося використовувати рухомі вежі біля основи телескопа, щоб міняти ресивери у фокусі. Однак, рухливу вежу так і не побудували через фінансові труднощі і те, що значна частина приймальної апаратури була поміщена в основу телескопа, а не в фокус. Замість цього, приймачі були встановлені на 15-метрових сталевих трубах, які були встановлені у верхню частину повітряної вежі, коли чаша була перевернута. Кабелі ресиверів провели всередині цих труб, і потім підключили, коли телескоп був направлений в зеніт. Приймальні пристрої могли бути поміщені або в невелику підвішену лабораторію безпосередньо під поверхнею, або в приміщеннях на вершинах двох веж, біля основи балок, або в будівлі системи управління.
Телескоп вперше був зрушений  3 лютого 1957 року: на 1 дюйм. 12 червня 1957 року його було вперше переміщено азимутально під дією електродвигуна. Чаша вперше була нахилена за допомогою електродвигунів 20 червня 1957 року. До кінця липня того ж року поверхня чаші була завершена. 2 серпня 1957 року телескоп отримав перше світло - зробив дрифтове сканування Чумацького Шляху на частоті 160 МГц, з чашею в зеніті. Телескоп був вперше контрольований із залу управління 9 жовтня 1957 року за допомогою спеціально створеного аналогового комп’ютера.
Будівництво телескопа обійшлось значно дорожче за заплановану вартість, в першу чергу через значне здорожчання сталі під час будівництва. Оригінальний грант для будівництва телескопа надійшов спільно від Фонду Наффілда та уряду; ця сума склала £335 000. Уряд збільшив свою частку фінансування у кілька разів в міру росту вартості; інші гроші надійшли з приватних пожертв. Заключна частина боргу за будівництво телескопа, £50 000, була погашена за рахунок лорда Наффілда і Фонду Наффілда 25 травня 1960 року (почасти через ранню, дуже публічну роль телескопа у відстеженні космічних зондів; див. нижче), і обсерваторія Джодрелл-Бенк була перейменована в Радіоастрономічні лабораторії Наффілда. Остаточна загальна вартість телескопа склала £700 000.

### Оновлення до Марк ІА
Незабаром після того, як телескоп був закінчений, Лавелл і Газбенд почали розглядати ідею модернізації телескопа так, щоб він мав точнішу поверхню й управлявся за допомогою цифрового комп'ютера. Плани цієї модернізації були розроблені Husband and Co. і представлені Лавеллу в квітні 1964 року. Ці плани стали нагальнішими, коли у вересні 1967 року в системі приводу підйому виявили тріщини через втому металу. Телескоп був розрахований на термін експлуатації до 10 років, і Газбенд попереджав про втрату міцності телескопа з 1963 року. Поява тріщин від втоми металу була першою з проблем, які загрожували зупинити роботу телескопа. Без належного ремонту система підйому могла б вийти з ладу та заклинити. Тому телескоп відремонтували й модернізували, і в оновленій версії він отримав назву Марк ІА. 8 липня 1968 року Науково-дослідницька рада оголосила про виділення £400 000 для модернізації телескопа. Модернізація була проведена в три етапи: етап 1 тривав з вересня 1968 по лютий 1969 року, етап 2 - з вересня по листопад 1969 року, етап 3 - з серпня 1970 по листопад 1971.
На першому етапі було додано внутрішню колію, яка мала прийняти третину ваги телескопа. На другому етапі, зовнішня колія, яка почала руйнуватися та просідати, була наново перекладена. Крім того, на цьому етапі були додані чотири візки на внутрішню колію, а на наявних візках зовнішньої колії проведено капітальний ремонт.
Найбільші зміни відбулися на третьому етапі. Поверх старої поверхні чаші була побудована нова, точніша поверхня, що означало розширення робочого діапазону телескопа до хвиль завдовжки 6 см. Також була додана центральна опора, встановлена нова комп'ютерна система управління (повторне використання комп'ютера Ферранте Аргус 104 від радіотелескопа Марк II), відремонтовані тріщини втоми в конусах, які з'єднували чашу з вежами, а центральна антена подовжена і посилена. У січні 1972 року через аварію підйомника загинув один інженер і зазнав серйозних поранень другий.
Модернізація до Марк ІА була офіційно завершена 16 липня 1974 року, коли телескоп було передано Манчестерському університету. У зв'язку зі збільшенням вартості сталі під час оновлення, остаточна вартість модернізації склала £664 793,07.

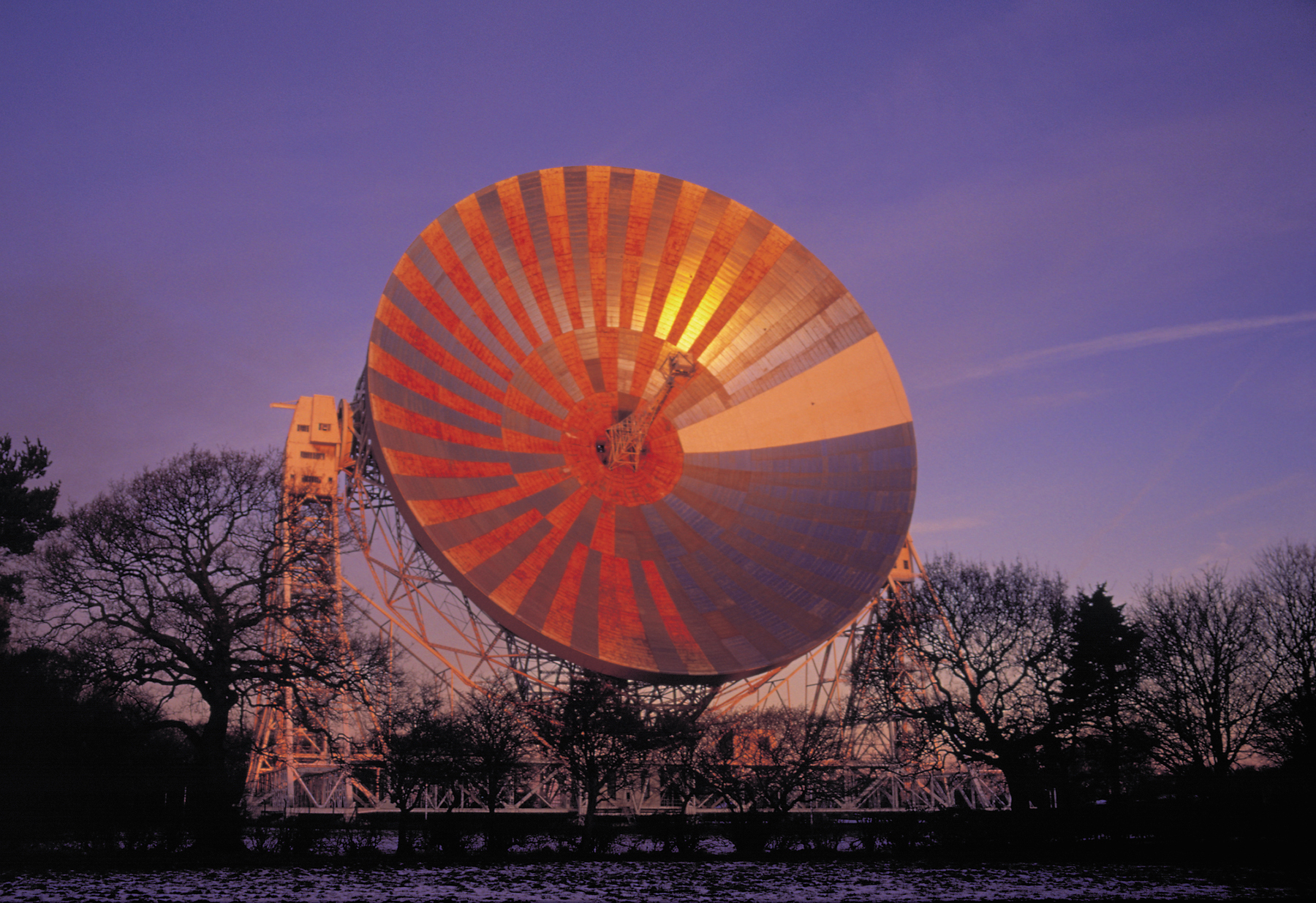
Лавеллівський телескоп в процесі ремонту поверхні в 2002 році.

### Пізніші модернізації та ремонти
Під час бурі 2 січня 1976 року вітер швидкістю близько 140 км/год майже знищив телескоп. Вежі викривились, а один із підшипників, який поєднував чашу з вежами, висковзнув. Після дорогого ремонту до веж були додані діагональні розпірки, щоб не допустити повторення такої аварії в майбутньому.
До 1990-х років поверхня телескопа сильно проіржавіла. У 2001—2003 роках телескоп відшліфували, що підвищило його чутливість на частоті 5 ГГц уп'ятеро. На поверхні було використано метод голографічного профілювання, так що поверхня оптимально працює на довжині хвилі 5 см (тоді як раніше поверхня була оптимізована для довжини хвилі 18 см). Була встановлена нова система двигунів, яка забезпечує значно вищу точність наведення. Зовнішня колія була реконструйована, а фокусна вежа була укріплена, щоб витримати важчі приймачі.
У 2007 році телескоп потребував нового колісного приводу, оскільки одне з 64 оригінальних коліс тріснуло; у 2008 році знадобилась ще одна нова сталева шина, коли тріснуло друге колесо. Це були єдині дві заміни коліс з початку роботи в телескопа у 1957 році.

## Технічні характеристики
| Маса телескопа:                          | 3 200 т                                                                |
| Маса чаші:                               | 1 500 т                                                                |
| Діаметр чаші:                            | 76,2 м                                                                 |
| Площа поверхні чаші:                     | 5 270 м²                                                               |
| Площа збору чаші:                        | 4 560 м²                                                               |
| Висота осі:                              | 50,5 м                                                                 |
| Максимальна висота над землею:           | 89,0 м                                                                 |
| Радіус колісних ригелів:                 | 38,5 м                                                                 |
| Зовнішній діаметр колії:                 | 107,5 м                                                                |
| Кількість фарби на 3 шари покриття чаші: | 5300 л                                                                 |
| Потужність азимутального приводу         | Два електродвигуни по 50 кінських сил, один біля підніжжя кожної башти |
| Максимальна швидкість                    | 15 градусів на хвилину по азимуту 10 градусів на хвилину по висоті     |

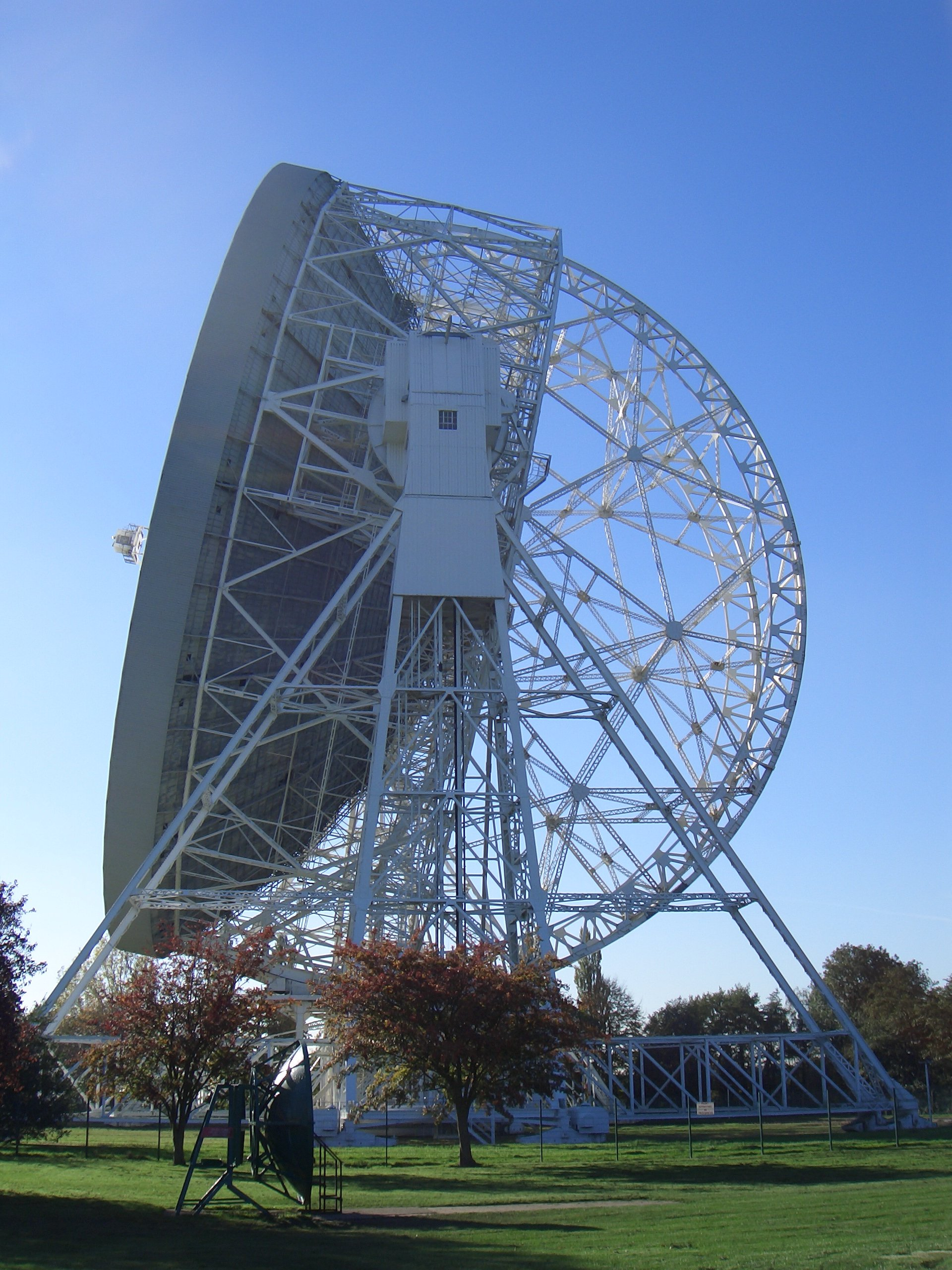
Вид збоку
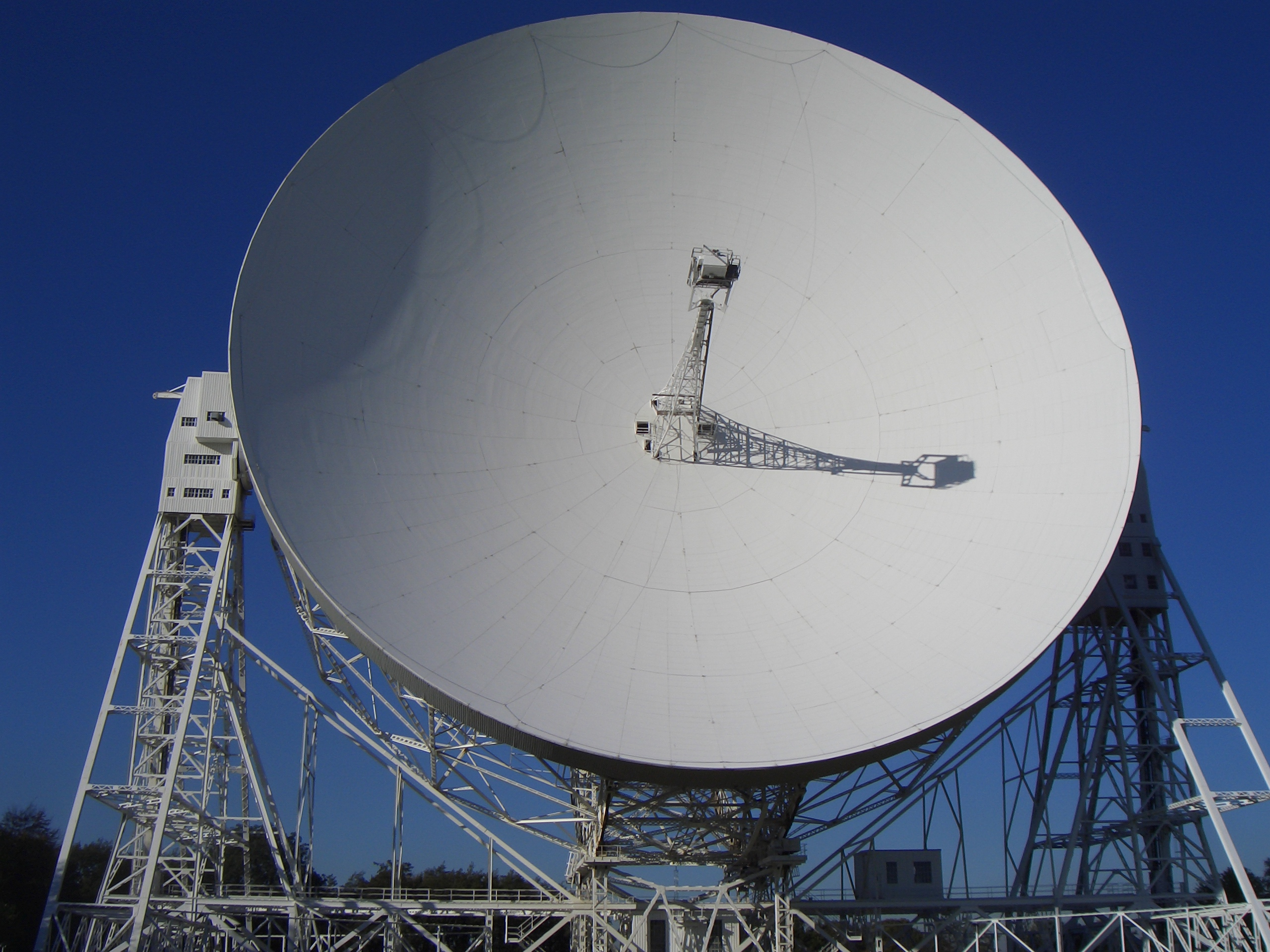
Чаша телескопа
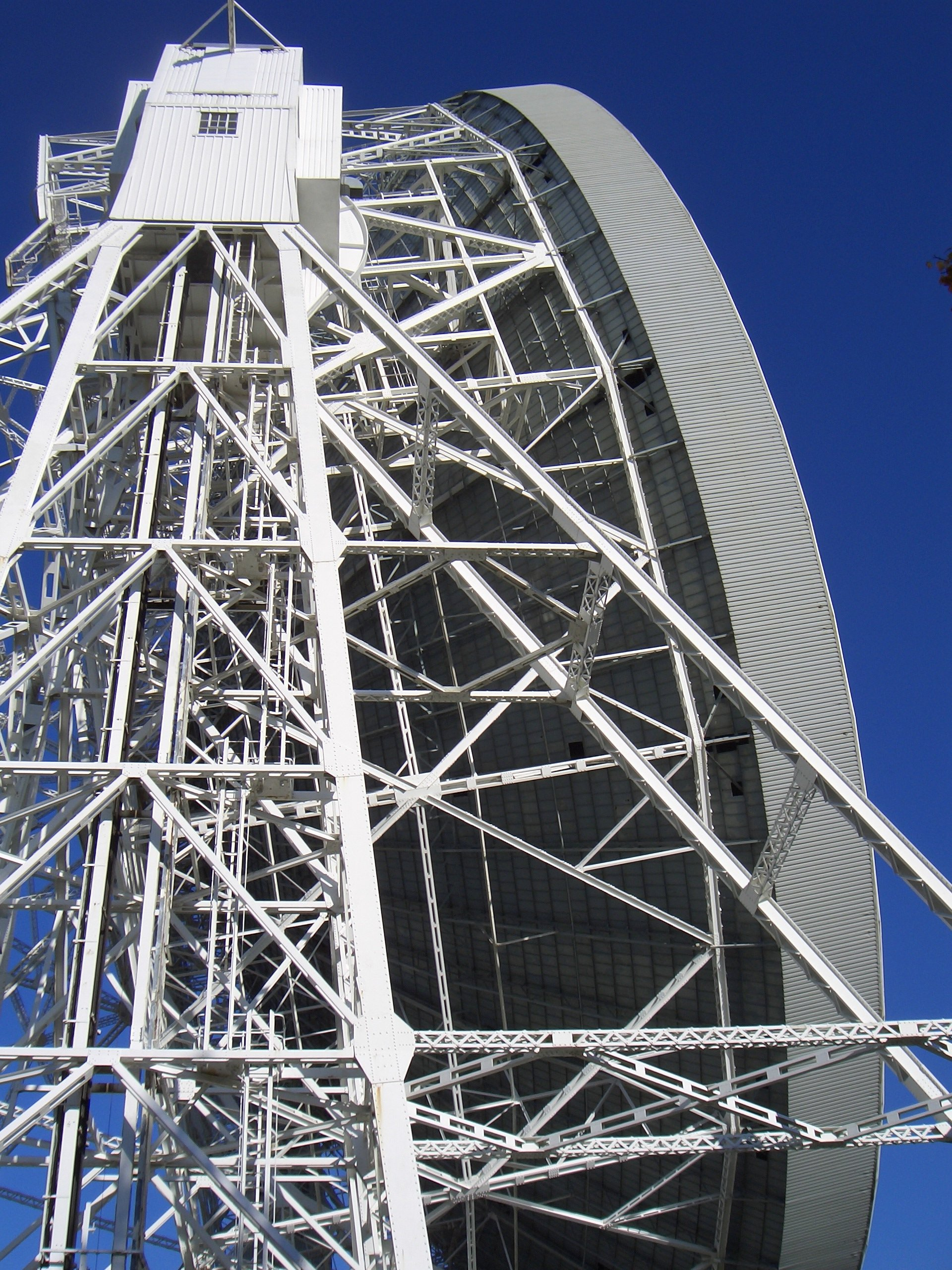
Структура підтримки
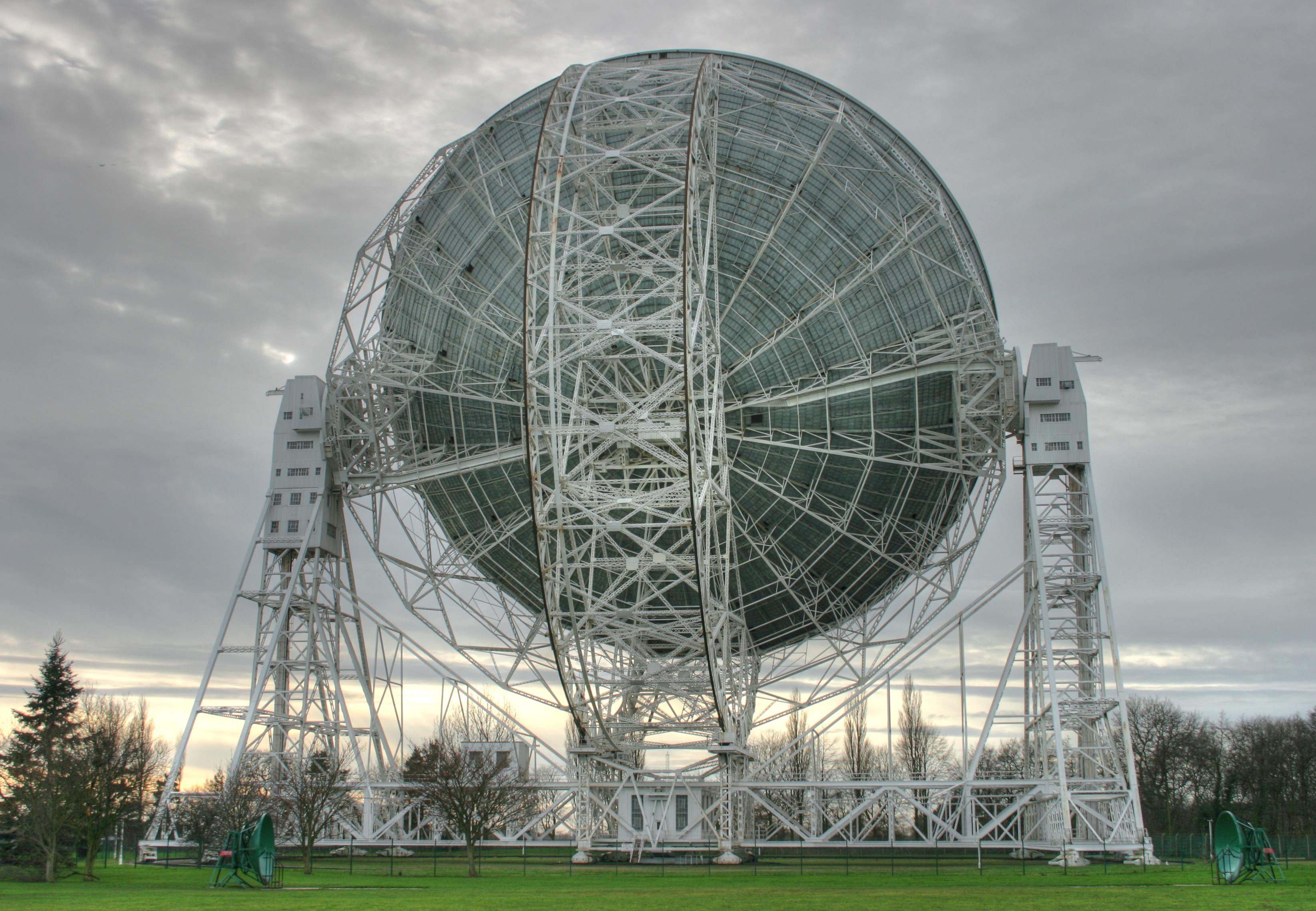
Вид ззаду
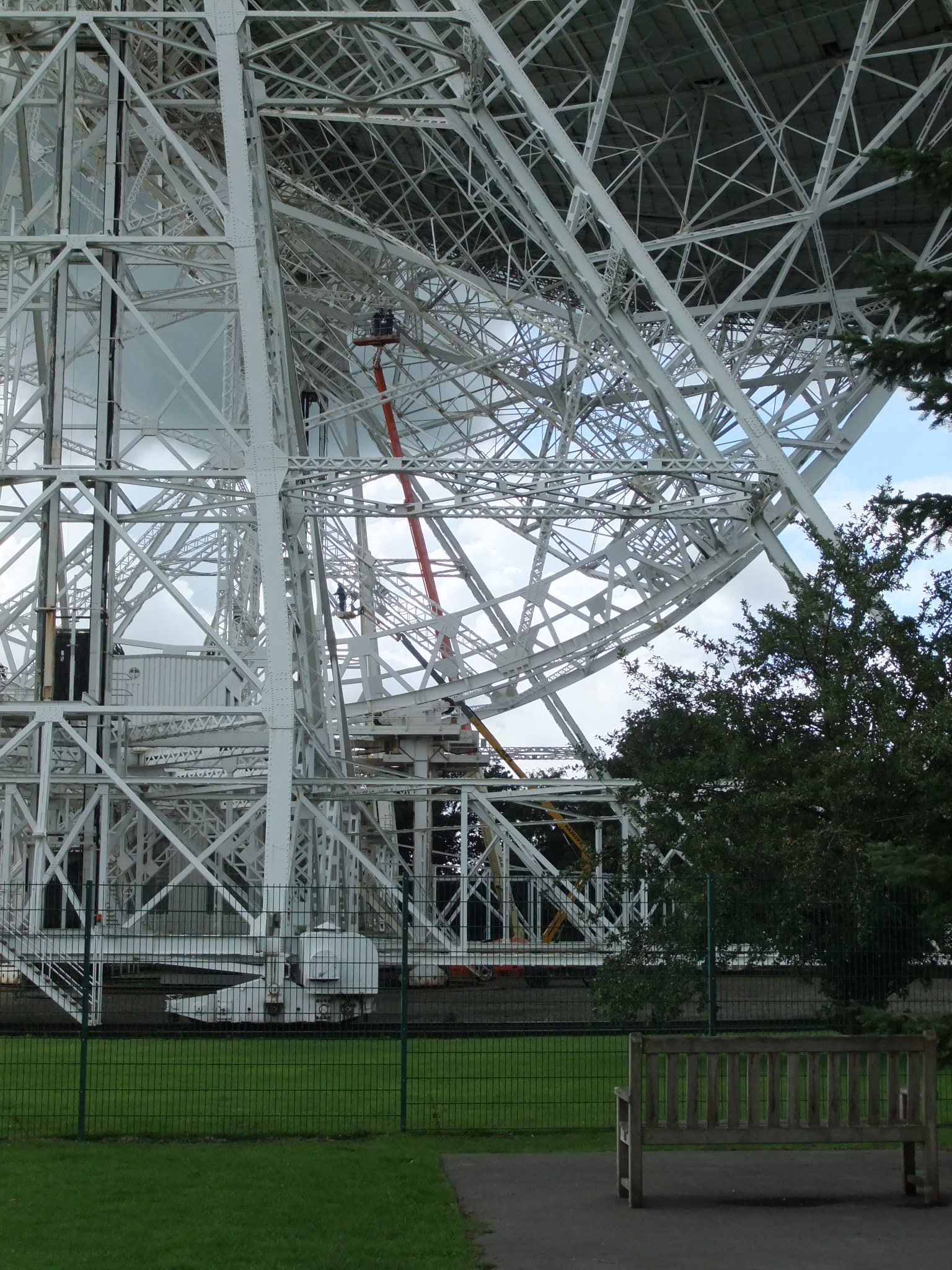
Роботи на опорах радіотелескопа

## Стеження космічних апаратів

### Штучні супутники Землі

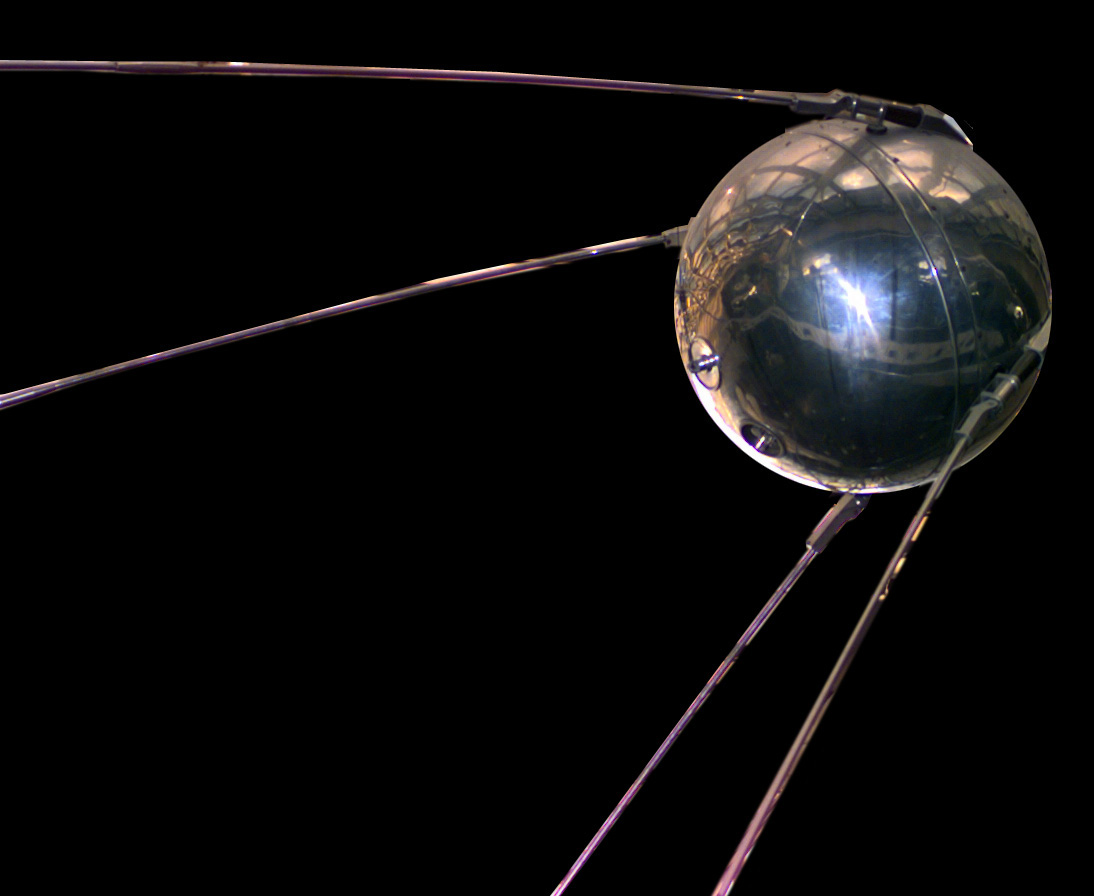
Модель Супутника-1.

Телескоп почав працювати влітку 1957 року, якраз під час запуску Супутника-1, першого у світі штучного супутника. Хоча передача від Супутника легко могла влювлюватись побутовим радіо, Лавеллівський телескоп був єдиним телескопом, здатним відстежувати радаром ракету-носій «Супутника»; телескоп вперше зафіксував ракету незадовго до опівночі 12 жовтня 1957 року. Він також виявив ракету-носій «Супутника-2» відразу після опівночі 16 листопада 1957 року.
Телескоп також взяв участь у деяких ранніх роботах із супутникового зв'язку. У лютому та березні 1963 року телескоп передавав сигнали через Місяць і «Ехо-II» (кулеподібний супутник-відбивач на висоті 750 кілометрів) до обсерваторії Зимьонки в СРСР. Також через Джодрелл-Бенк передавали деякі сигнали із США в СРСР.

### Місячна гонка

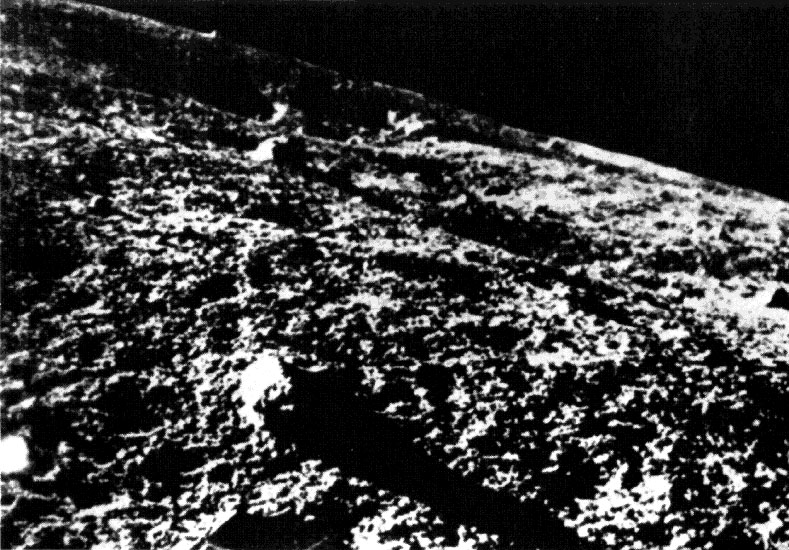
Перша фотографія з поверхні Місяця, отримана «Луною-9».

Лавеллівський телескоп був використаний для відстеження радянських і американських зондів, спрямованих на Місяць наприкінці 1950-х і на початку 1960-х років. З американських космічних зондів, телескоп відстежував «Піонер-1» з 11 по 13 листопада 1958 року, «Піонер-3» у грудні 1958 року і «Піонер-4» в березні 1959 року. Телескоп відстежував «Піонер-5» з 11 березня по 26 червня 1960 року і використовувався для передачі команд на зонд, у тому числі для відділення зонда від ракети-носія та для увімкнення потужнішого передавача, коли зонд віддалився на 12,9 млн км. Телескоп також отримував дані від «Піонер-5», бо той час був єдиним телескопом у світі, здатним робити це. Останній сигнал був прийнятий від зонда на відстані 36,2 млн км 26 червня 1960 року.
Телескоп також відстежував радянські місячні зонди. Спроба відстежити «Луну-1» не вдалася. Телескоп успішно відстежував «Луну-2» з 13 по 14 вересня 1959 року, коли вона зіштовхнулася з Місяцем. Потім телескоп відстежував «Луну-3» на початку жовтня 1959 року. У лютому 1966 року телескоп відстежив «Луну-9» — перший космічний апарат, що здійснив м'яку посадку на Місяць. Телескоп приймав його факсимільну передачу фотографій з поверхні Місяця. Фотографії були відправлені в британську пресу і надруковані раніше, ніж їх оприлюднив СРСР (зонд передавав в міжнародному форматі передачі зображень, — ймовірно, спеціально, щоб збільшити шанси на приймання).
У квітні 1966 року телескоп відстежив «Луна-10», радянський супутник, виведений на орбіту навколо Місяця, а у вересні 1968 року — «Зонд-5», радянський зонд, який був запущений на Місяць, обернувся навколо нього й повернувся на Землю. Телескоп не відстежував «Аполлон-11», оскільки він у липні 1969 року стежив за «Луною-15» (для відстеження «Аполлона-11» в той час використовували сусідній 15-метровий телескоп в Джодрелл-Бенк).

### Венеріанські зонди
Ймовірно, 19—20 травня 1961 року телескоп реєстрував сигнали від «Венери-1», радянського супутника на шляху до Венери, однак походження цих сигналів не вдалося підтвердити. Кілька років потому, у грудні 1962 року, телескоп відстежив і отримав дані від «Марінера-2». 18 жовтня 1967 року телескоп отримав сигнали від «Венери-4», радянського зонда до Венери.

### Марсіанські зонди
Телескоп відстежив «Марс-1» в 1962-1963 роках, та «Марс-2» і «Марс-3» в 1971 році (серед процесу оновлення телескопа до Марк ІА). Пізніше він також шукав декілька втрачених марсіанських космічних зондів, у тому числі «Марс Обзервер» НАСА у 1993 році, «Марс Полар Лендер» в 2000 році і приземлюваний апарат «Бігль-2» на Марс в 2003 році. Однак він не знайшов будь-якого з них.

### Міжконтинентальні балістичні ракети
У період із квітня 1962 року по вересень 1963 року як тимчасовий захід (поки будувалась військова база повітряних сил Великої Британії Файлінгдейлс) телескоп був у режимі очікування для проєкту «Project Verify» (також відомий під кодовими назвами «Lothario» і «Changlin»). Під час стратегічних тривог, імпульсний передавач, приймач і індикаторне обладнання могли бути підключені до телескопа для сканування відомих радянських пускових майданчиків на предмет пусків міжконтинентальних балістичних ракет або балістичних ракет середньої дальності. Під час Карибської кризи в жовтні 1962 року телескоп був непомітно повернутий в бік залізної завіси, щоб за кілька хвилин попередити про будь-які ракети, які могли бути запущені.

## Наукові спостереження
Коли тільки обговорювалась концепція телескопа, було визначено низку цілей для спостережень. До них належали:
- Дослідження галактичного і позагалактичного радіовипромінювання
- Спостереження Сонця
- Радіолокація планет
- Дослідження метеорів
- Спостереження протисяйва
- Дослідження полярного сяйва
- Виявлення радіовідбиття від іонізації атмосфери космічними променями

Однак фактичні спостереження, зроблені за допомогою телескопа, дещо відрізняються від цих початкових цілей і викладені в наступних розділах.

### Сонячна система
Восени 1958 року телескоп був використаний для відбиття «привітів» від Місяця з метою демонстрації у третій Рейтівській лекції Лавелла. Телескоп був також використаний для отримання повідомлень, відбитих від Місяця (радіозв'язок «Земля—Місяць—Земля») у рамках фестивалю до 50-річчя першого руху телескопа. У квітні 1961 року, з допомогою телескопа було отримане радіолокаційне відлуння від Венери, коли планета була на близькій відстані від Землі, що підтвердило вимірювання відстані до планети, зроблені американськими телескопами.

### Лінія нейтрального водню
Радіолінію водню на хвилі 21 см відкрили під час будівництва телескопа, і згодом телескоп переробили, щоб він міг спостерігати на цій частоті. Використовуючи цю лінію випромінювання, можна спостерігати хмари водню в Чумацькому Шляху і в інших галактиках. Наприклад, телескоп виявив велику водневу хмару навколо галактик М81 і М82. Рух цих хмар у напрямку до нас або від нас утворює червоний або синій зсув, дозволяючи виміряти променеву швидкість хмари. Це допомагає дослідити внутрішню динаміку галактик, а також може забезпечити вимірювання швидкості розширення Всесвіту.

### Мазери
У 1963 році телескоп виявив випромінювання молекул OH від областей зореутворення та зір-гігантів; це були перші астрономічні мазери. OH-мазери випромінюють на чотирьох частотах близько 18 см, які легко спостерігаються на Лавеллівському телескопі. В рамках програми MERLIN телескоп регулярно використовується для побудови карт мазерних областей.

### Пульсари

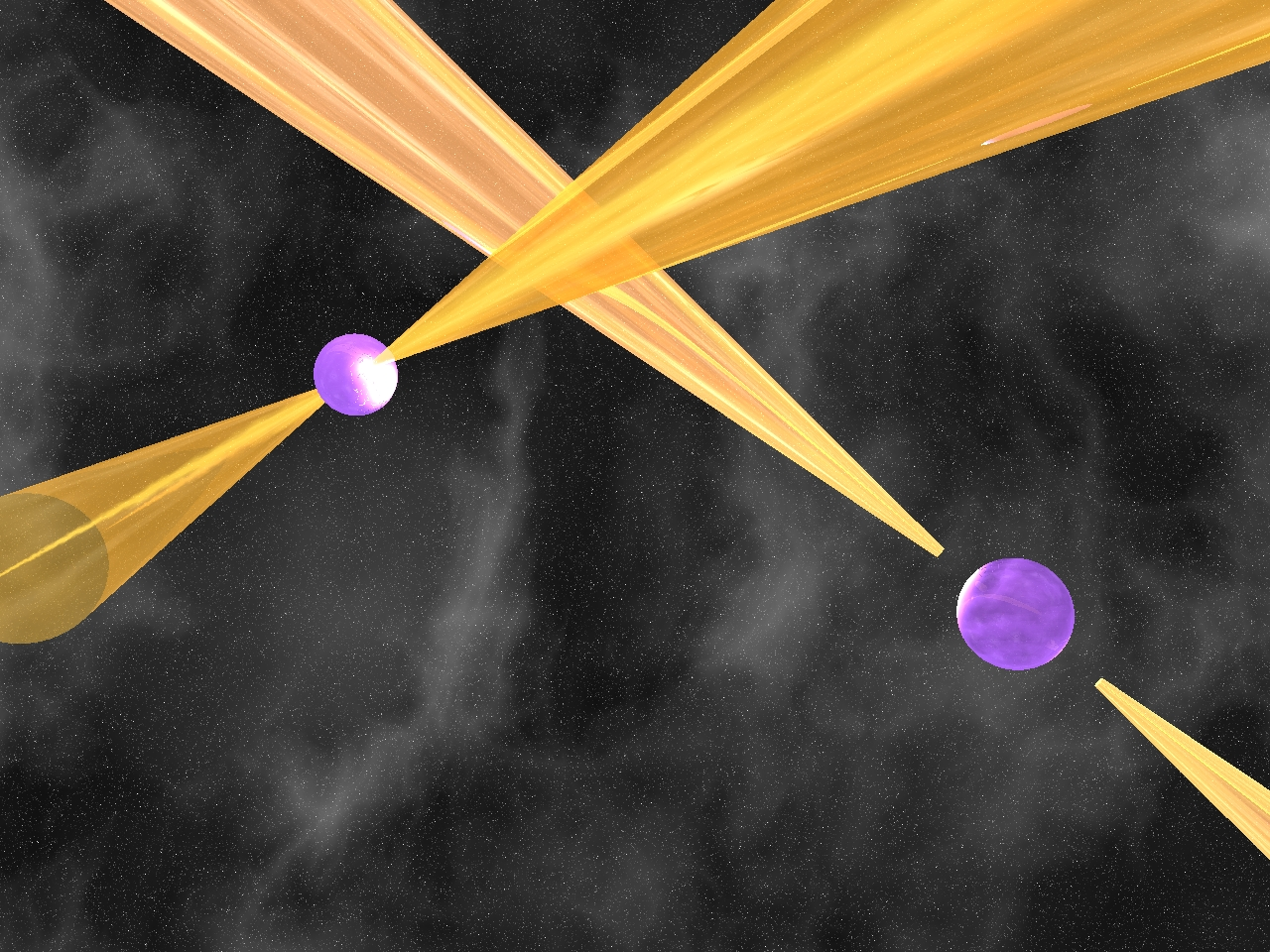
Художнє зображення подвійного пульсара, PSR J0737−3039.

У 1968 році телескоп спостерігав координати нещодавно відкритого пульсара, щоб підтвердити його існування та дослідити дисперсію його сигналів. Він також вперше виявив поляризацію випромінювання пульсарів. Це поклало початок великому обсягу роботи з дослідження пульсарів в Джодрелл-Бенк, яка триває досі. Протягом 30 років після відкриття пульсарів, телескоп виявив понад 100 нових пульсарів (а астрономи з Джодрелл-Бенк виявили близько 2/3 всіх відомих пульсарів, використовуючи Лавеллівський і інші телескопи). За 300 пульсарами ведуть регулярні спостереження за допомогою Лавеллівського телескопа та розташованого поруч 13-метрового телескопа.
Телескоп брав участь у відкритті мілісекундних пульсарів, а в 1986 році виявив перший пульсар у кулястому скупченні — мілісекундний пульсар в Мессьє 28. У 2006 році результати трирічних спостережень за подвійним пульсаром, PSR J0737−3039, з використанням Лавеллівського телескопа, телескопів обсерваторій  Паркса і Грін-Бенк, підтвердили правильність загальної теорії відносності на рівні 99,5 %.

### Гравітаційне лінзування

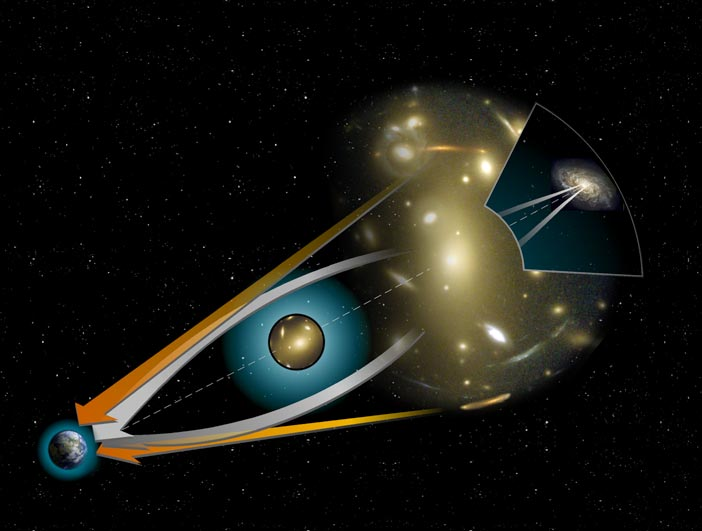
Ілюстрація гравітаційної лінзи.

У 1972—1973 роках телескоп застосували для детального огляду радіоджерел на обмеженій ділянці неба, до межі його чутливості. Серед каталогізованих об'єктів була перша гравітаційна лінза, яку підтвердили у видимому діапазоні в 1979 році, коли за допомогою інтерферометрії між Марком І і Марком II було визначено збіг її розташування з парою слабких блакитних точкових джерел світла. Телескоп також брав участь у виявленні першого кільця Ейнштейна в 1998 році, разом зі спостереженнями, зробленими телескопом «Габбл».

### Квазари й інтерферометрія
Ранні дослідження розмірів і природи квазарів у 1950-х роках стимулювали розвиток методів інтерферометрії; Лавеллівський телескоп мав перевагу завдяки своїй великій площі збору, що давало можливість швидко провести за його допомогою високочутливі інтерферометричні вимірювання. У результаті телескоп відіграв важливу роль у відкритті квазарів.
Інтерферометрія в обсерваторії Джодрелл-Бенк почалася ще до того, як Лавеллівський телескоп був побудований, — з використанням Транзитного телескопа і масиву площею 35 м2 для визначення розмірів радіо-гучних туманностей. Після будівництва Лавеллівського телескопа, масив площею 35 м2 поставили на рухоме кріплення, і, разом із Лавеллівським телескопом, застосовували їх як радіоінтерферометр, у тому числі для визначення двовимірних форм квазарів на небі. Влітку 1961 року був побудований 25-футовий (8 м) параболоїдний телескоп, зроблений з алюмінієвої трубки і встановлений на обертову конструкцію старого військового радара. Разом з Марк І цей телескоп використовувався як керований інтерферометр із роздільною здатністю 0,3 кутової секунди для визначення розмірів деяких квазарів з великим червоним зміщенням (z~0,86).
Коли був збудований телескоп Марк II, він також використовувався як інтерферометр спільно з Лавеллівським телескопом. Разом вони утворювали базову лінію 425 м, що давало роздільну здатність близько 0,5 кутової мінути. Цю пару телескопів використовували для визначення положення слабких радіооб'єктів. Однією з причин будівництва телескопа Марк III було його майбутнє використання як інтерферометра з Марком І для досліджень радіоджерел.
Телескоп взяв участь у першому трансатлантичному інтерферометричному експерименті у 1968 році, разом з телескопами Алгонкін і Пентіктон в Канаді. 1969 року Лавеллівський телескоп був вперше використаний як інтерферометр спільно з радіотелескопом Аресібо.
У 1980 році Лавеллівський телескоп застосовували як частину нового масиву MERLIN спільно з кількома меншими радіотелескопами, контрольованими з Джодрелл-Бенк. Із базою до 217 км, масив мав роздільну здатність близько 0,05 кутової мінути. Телескоп також використовується у радіоінтерферометрії з наддовгими базами, спільно з телескопами по всій Європі (так звана Європейська РНДБ-мережа), що дає роздільну здатність близько 0,001 кутової секунди. На початку XX століття близько половини часу спостереження телескопа витрачалось на інтерферометрію з іншими телескопами.

### Інші важливі спостереження
Телескоп використовувався для перевірки можливого виявлення сигналів позаземного життя, зафіксованих в Аресібо в період з 1998 по кінець 2003 року. Жодних сигналів виявлено не було.
У лютому 2005 року астрономи, використовуючи Лавеллівський телескоп, виявили галактику VIRGOHI21, яка, здається, майже повністю складається з темної матерії.

## Телескоп у популярній культурі

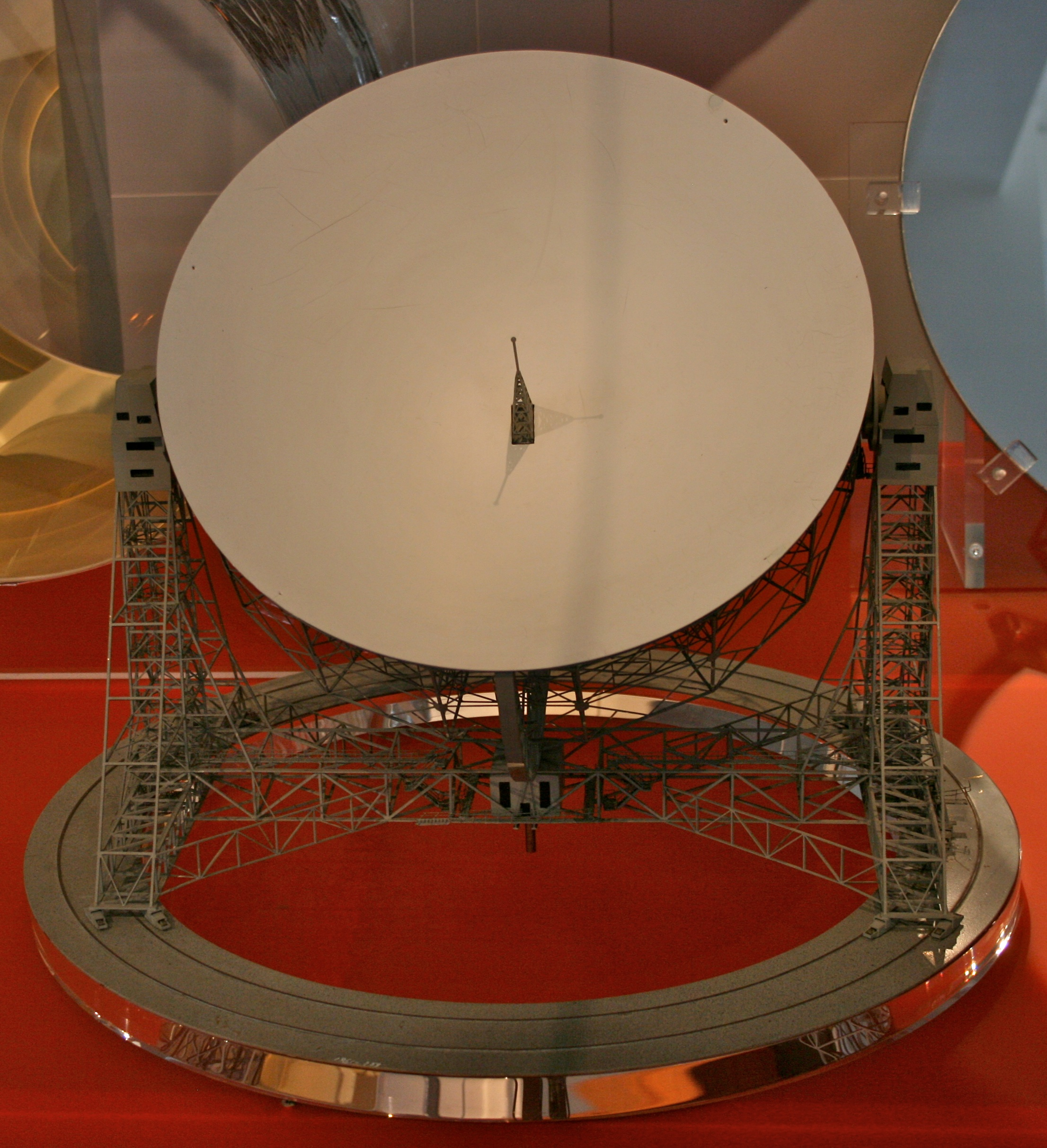
Модель телескопа Марк І у Музеї науки (Лондон)

- Модель телескопа в масштабі 1:200, виготовлена в 1961 році, знаходиться в Музеї науки в Лондоні[104].
- Телескоп згадано в науково-фантастичному романі 1962 року Фреда Гойла і Джона Еліота[en] «А як Андромеда»[105].
- У епізоді серіалу «Доктор Хто» «Логополіс» 1981 року, знятому в Кроуслі-парку[en][106], використано модель Лавеллівського телескопа як проєкт «Фарос», з якого впав четвертий Доктор у виконанні Тома Бейкера і регенерував. Ця модель ґрунтувалась на телескопі Марк І, але включала й деякі модифікації з Марк ІА, — наприклад, край чаші[107].
- Актриса Софі Олдред в образі супутниці сьомого Доктора Ейс Макшейн, стояла на надбудові і на чаші в освітньому спеціальному епізоді «Доктора Хто» 1990 року, «Шукайте науку: шукайте космос»[108].
- У 1992 році телескоп був показаний на обкладинці синглу Sub Sub[en] «Space Face»[105].
- Телескоп з'явився в екранізації книги «Путівник Галактикою» в 2005 році[109].
- Чотири групи знімали музичні відео або фотографії в чаші телескопа: Oasis у червні 1994 року, D:Ream[en] у 1995 році («Party Up the World»), Placebo у 2003 році («The Bitter End»[en]) і Public Service Broadcasting[en] 2015 («Sputnik»). Відеофрагменти з телескопом фігурують у кліпі «Secret Messages»[en] групи Electric Light Orchestra.
- Королівська пошта Великої Британії зобразила телескоп як «J for Jodrell Bank» в її серії марок «пам'ятки за алфавітом»[110]; він також був представлений на марках Гаїті, Угорщини, Острова Вознесіння, Барбуди, Ліхтенштейну й Танзанії[111].

### Книги
- Lovell, Bernard (1968). The Story of Jodrell Bank. Oxford University Press. ISBN 0-19-217619-6.
- Lovell, Bernard (1973). Out of the Zenith: Jodrell Bank 1957-1970. Oxford University Press. ISBN 0-19-217624-2.
- Lovell, Bernard (1985). The Jodrell Bank Telescopes. Oxford University Press. ISBN 0-19-858178-5.
- Lovell, Bernard (1990). Astronomer by Chance. London: Macmillan. ISBN 0-333-55195-8.
- Piper, Roger. The Story of Jodrell Bank (вид. Carousel). London: Carousel. ISBN 0-552-54028-5.

### Журнальні статті
- Lovell, Bernard (1957). The Jodrell Bank Radio Telescope. Nature. 180 (4576): 60—62. Bibcode:1957Natur.180...60L. doi:10.1038/180060a0.
- Rowson, B. (1963). High resolution observations with a tracking radio interferometer. MNRAS. 125: 177. Bibcode:1963MNRAS.125..177R. doi:10.1093/mnras/125.2.177.{{cite journal}}:  Обслуговування CS1: Сторінки із непозначеним DOI з безкоштовним доступом (посилання)
- Spinardi, G. (August 2006). Science, Technology, and the Cold War: The Military Uses of the Jodrell Bank Radio Telescope. Cold War History. 6 (3): 279—300. doi:10.1080/14682740600795428.